# Denni Avdić
Denni Robin Avdić (* 5. September 1988 in Huskvarna) ist ein schwedischer ehemaliger Fußballspieler. Der Offensivspieler durchlief ab der U-16-Auswahl alle schwedischen Nachwuchsnationalmannschaften und absolvierte 2009 in der schwedischen Nationalmannschaft sein einziges Länderspiel.

## Karriere

### Verein
Avdić begann mit dem Fußballspielen bei Husqvarna FF. Als Jugendspieler des Klubs wurde er 2003 erstmals in eine schwedische Jugendauswahl berufen. 2005 wechselte der Offensivspieler nach Dänemark in die Jugendabteilung von Brøndby IF, kehrte aber nach einem Jahr nach Schweden zurück und trat der Jugendabteilung von IF Elfsborg bei. Während der Spielzeit 2006 rückte er zwar in den Profikader auf, konnte aber keine Spielminute zum fünften Meistertitel des Vereins beitragen. 
Sein Debüt in der Allsvenskan gab Avdić in der folgenden Saison am 7. April 2007, im Spiel gegen Malmö FF, als er in der 68. Spielminute für Mathias Svensson eingewechselt wurde. In dieser Saison kam er dann hauptsächlich nur als Einwechselspieler zum Einsatz, woraufhin er am 21. August 2007 in der schwedischen U21-Auswahl debütierte, als diese in einem umkämpften Spiel der walisischen U21-Auswahl mit einer 3:4-Niederlage unterlag. Nachdem er sich in der schwedischen Juniorennationalmannschaft etablieren konnte, gelang ihm dasselbe bei seinem Klub. Im November 2008 verlängerte er seinen Vertrag bei IF Elfsborg um fünf Jahre bis zum Ende der Spielzeit 2013.
Am 3. Januar 2011 wechselte Avdić in die Fußball-Bundesliga zu Werder Bremen, wo er einen Vertrag bis Juni 2014 unterschrieb. Am 15. Januar feierte er sein Pflichtspieldebüt für Werder Bremen, als er in der Partie gegen 1899 Hoffenheim für Aaron Hunt eingewechselt wurde. Er trägt bei Werder Bremen die Rückennummer 9.
Nachdem er sich bei Werder Bremen nicht durchsetzen konnte, wurde er Ende August 2012 für die Saison 2012/13 an den niederländischen Erstligisten PEC Zwolle ausgeliehen, um mehr Spielpraxis sammeln zu können.
Am 1. September 2012 wurde Avdić beim Ligaspiel gegen den NEC Nijmegen in der 45. Minute erstmals eingewechselt. Er trägt bei Zwolle die Rückennummer 44. Am 11. November 2012 erzielte er bei der 2:4-Niederlage gegen Ajax Amsterdam sein erstes Tor für Zwolle.
Am 2. August 2013 unterschrieb Avdic einen Vertrag bei AZ Alkmaar und wechselt somit in die niederländische Eredivisie. Die Ablöse betrug rund 250.000 Euro.

### Nationalmannschaft
Im Januar 2009 berief Nationaltrainer Lars Lagerbäck anlässlich einer Nordamerikatour der A-Nationalmannschaft Avdić in die Landesauswahl. Beim 1:0-Erfolg über die mexikanische Nationalmannschaft durch ein Tor von Alexander Farnerud kam er als Einwechselspieler für Daniel Nannskog ab der 66. Spielminute zu seinem ersten Länderspieleinsatz. Nachdem er in der anschließenden Spielzeit bis zur Sommerpause in allen zwölf Ligaspielen aufgelaufen war, beriefen Ende Mai die Juniorenauswahlbetreuer Tommy Söderberg und Jörgen Lennartsson ihn an der Seite seines Vereinskollegen Emir Bajrami in den Kader für die U-21-Europameisterschaftsendrunde im Sommer im eigenen Land. Im Turnierverlauf, in dem die Landesauswahl das Halbfinale erreichte, kam er nicht zum Einsatz. 
Auch bei der U-21-Nationalmannschaft hielt er sich im Kader und lief in der Qualifikation zum  U-21-Europameisterschaftsturnier 2011 auf.